# Globo de Ouro

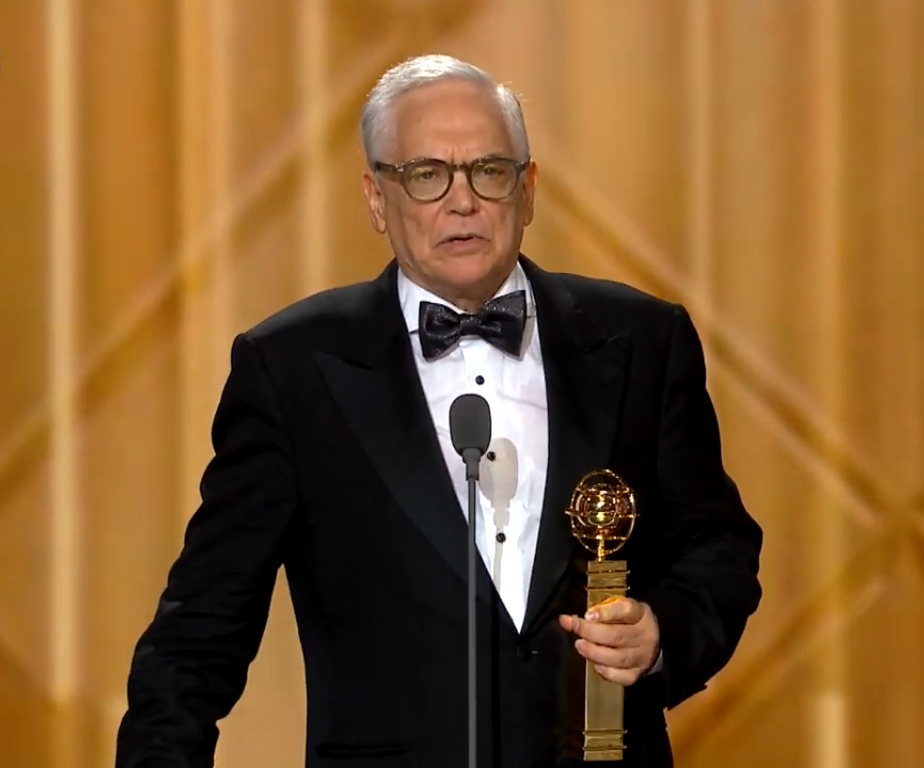
Filipe La Féria mit dem Globo de Ouro (2023)

Globos de Ouro ist ein seit 1996 jährlich vom portugiesischen Fernsehsender SIC und der Zeitschrift Caras vergebener Preis, der mehrere Kategorien im Bereich von Kunst und Unterhaltung in Portugal wie Theater, Sport, Kino, Mode und Musik umfasst. Die Verleihung ist als Gala-Abend mit zahlreichen prominenten Persönlichkeiten organisiert und wird vom Fernsehsender SIC übertragen, mit einiger medialer Aufmerksamkeit in anderen Medien.

## Geschichte

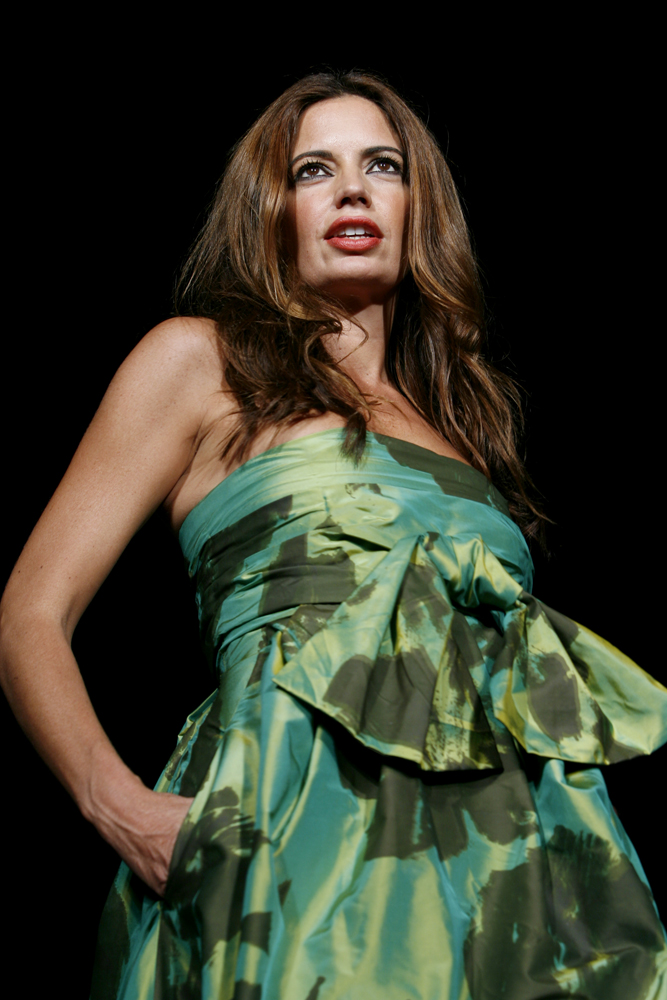
Von 2006 bis 2016 moderierte Bárbara Guimarães die jährliche Preisverleihungs-Gala

Ausgezeichnet werden seit 1996 im Bereich portugiesisches Kino bester Film, bester Regisseur, bester Schauspieler und beste Schauspielerin.
Im Bereich Sport, Mode und Theater wird die Persönlichkeit des Jahres mit einer Auszeichnung bedacht.
Im Bereich Musik werden die Auszeichnungen an den besten Interpreten, die beste Musikgruppe und das beste Lied vergeben.
Im Bereich Fernsehen werden der beste Moderator einer Informationssendung, der beste Moderator einer Unterhaltungssendung, die beste Sendung im Bereich Fiktion und Komödie, die beste Unterhaltungssendung und die beste Informationssendung ausgezeichnet.
Außerdem gab es bis 2001 einen Globo de Ouro für das Lebenswerk einer Person, der 2002 in Preis für Verdienste und ausgezeichnete Leistungen umbenannt wurde. Zwischenzeitlich wurden auch Preise in den Bereichen Wissenschaft und Wirtschaft vergeben. 2000 und 2001 wurden auch im Bereich Radio Auszeichnungen vergeben.
Ab 2002 wurden auch der beste Schauspieler und die beste Schauspielerin in Sendungen im Bereich Fiktion und Komödie ausgezeichnet.